# Anne Germain
Pour les articles homonymes, voir Germain.
Anne Germain est une chanteuse française née le 15 avril 1935 à Paris et morte le 13 septembre 2016 au Chesnay. Interprète de génériques télévisés célèbres comme L'Île aux enfants et Les Visiteurs du mercredi,  elle est particulièrement connue pour avoir doublé la voix de Catherine Deneuve pour le chant dans les films musicaux Les Demoiselles de Rochefort et Peau d'âne de Jacques Demy.

## Biographie
Après avoir étudié le chant et le piano avec la soprano Ninon Vallin, elle rejoint dans les années 1960 le groupe de jazz vocal The Swingle Singers, aux côtés de Christiane Legrand, sœur du compositeur Michel Legrand. Elle devient par la suite choriste de studio, pour des chanteurs tels que Charles Aznavour, Gilbert Bécaud, Léo Ferré, Sylvie Vartan, Johnny Hallyday, Claude François, Enrico Macias, Nana Mouskouri, Michel Sardou et Françoise Hardy.
Elle prête sa voix chantée à de nombreux films et dessins animés dont Les Demoiselles de Rochefort, Peau d'âne, Les Aristochats (Duchesse), Mary Poppins, Robin des Bois, Les Aventures de Bernard et Bianca (Miss Bianca), La Blonde ou la Rousse, Un violon sur le toit, Tout le monde il est beau, tout le monde il est gentil (où elle révèle ses talents d'imitation en chantant à la façon de Sylvie Vartan, France Gall et Zizi Jeanmaire), etc. Elle interprète également les génériques de la série télévisée française L'Île aux enfants (1974) et de l'émission pour la jeunesse Les Visiteurs du mercredi (1975). Elle interprète également en duo avec Jean Gabin, Maître Corbeau et Juliette Renard en face B du 45 tours de Jean Gabin, Maintenant je sais.
Elle enregistre une soixantaine de titres pour le label Multi-Techniques spécialisé dans les disques publicitaires (souples ou vinyls) sous la direction artistique et musicale du chef d'orchestre et compositeur Pierre Spiers.
Elle a écrit les textes de plusieurs chansons et chœurs pour enfants dont son mari, Claude Germain, également membre des Swingle Singers et des Double Six, a composé les musiques. Claude Germain est aussi compositeur des principales musiques des films de Jean Yanne. Ils ont eu deux filles, Victoria et Isabelle Germain, qui ont fait du doublage et des chœurs étant enfants.

## Musique de Films
- 1962 : Vivre sa vie (film, 1962) : choeurs
- 1962 : Eva (film, 1962) : choeurs
- 1964 : Le Gendarme de Saint-Tropez : choeurs de la chanson "Douliou-douliou Saint-Tropez"
- 1966 : Qui êtes-vous, Polly Maggoo ? : choeurs
- 1967 : Les Demoiselles de Rochefort : voix chantée de Delphine Garnier (Catherine Deneuve), scat solo et choeurs
- 1967 : Le Dernier Homme (film, 1970) : soliste de la chanson "Chanson en langue inconnue"
- 1968 : Astérix et Cléopâtre (film d'animation) : choeurs de la chanson "Le lion de Cléopâtre"
- 1969 : Madly : soliste générique (duo avec Danielle Licari)
- 1969 : L'Étalon (film, 1970) : choeurs
- 1969 : Cran d'arrêt (film, 1970) : choeurs
- 1969 : Trois hommes sur un cheval : choeurs
- 1970 : Peau d'âne (film, 1970) : voix chantée de la Princesse / Peau d'âne (Catherine Deneuve)
- 1970 : L'Homme orchestre (film, 1970) : voix chantée de Françoise (Noëlle Adam)
- 1970 : Cannabis (film, 1970) : soliste de la chanson "I want to feel crazy"
- 1970 : Tout le monde il est beau, tout le monde il est gentil : soliste de la plupart des chansons
- 1970 : Le Distrait : choeurs
- 1970 : Le Voyou (film, 1970) : choeurs
- 1971 : Les Mariés de l'an II : voix chantée de Pauline de Guérande (Laura Antonelli)
- 1971 : Mais ne nous délivrez pas du mal : soliste générique (duo avec Danielle Licari) et chanson "Dis, ferme un instant les yeux"
- 1971 : Daisy Town (film) : maquette de la chanson "I'm a poor lonesome cowboy" et choeurs
- 1971 : Doucement les basses : choeurs
- 1971 : Le Mans (film) : choeurs
- 1971 : Un peu de soleil dans l'eau froide : choeurs
- 1971 : Le Temps d'aimer (film, 1972) : choeurs
- 1971 : La folie des grandeurs : choeurs
- 1971 : Ça n'arrive qu'aux autres (film) : choeurs
- 1972 : Le Petit Poucet (film, 1972) : soliste Générique de fin
- 1972 : Le Viager : choeurs
- 1972 : Les Malheurs d'Alfred : choeurs
- 1972 : Les Feux de la Chandeleur (film) : choeurs
- 1973 : La Grande Bouffe : choeurs
- 1975 : Chobizenesse : soliste de la chanson "Pauvre Bach" et choeurs
- 1976 : Les Douze Travaux d'Astérix : choeurs de la chanson "L'île aux plaisirs"
- 1979 : Moonraker (film) : choeurs
- 1981 : Les Uns et les Autres : maquette de la chanson "Les uns et les autres"
- 1982 : Une chambre en ville : choeurs

## Musiques pour la télévision
- 1967 : Anna (téléfilm) : choeurs
- 1970 : Les Saintes Chéries : soliste générique (duo avec Jean Stout)
- 1973 : Arsène Lupin (série télévisée), épisode "L'écharpe de soie rouge" : voix chantée de Jenny (Prudence Harrington)
- 1974 : L'île aux enfants : soliste générique
- 1975 : Les visiteurs du mercredi : soliste générique
- 1977 : Le Loup blanc (téléfilm) : choeurs
- 1977 : Les Folies Offenbach : voix chantées diverses et choeurs

## Rôles dans des films et des séries
- 1967 : Les Demoiselles de Rochefort : voix chantée de Delphine Garnier (Catherine Deneuve)
- 1970 : Peau d'âne (film, 1970) : voix chantée de la Princesse / Peau d'âne (Catherine Deneuve)
- 1970 : L'Homme orchestre (film, 1970) : voix chantée de Françoise (Noëlle Adam)
- 1971 : Les Mariés de l'an II : voix chantée de Pauline de Guérande (Laura Antonelli)
- 1973 : Arsène Lupin (série télévisée), épisode "L'écharpe de soie rouge" : voix chantée de Jenny (Prudence Harrington)

## Doublages
- 1957 : La Blonde ou la Rousse : Vera Simpson (chant) (Rita Hayworth)
- 1957 : Les Girls : Angele Ducros (chant) (Taina Elg)
- 1964 : Mary Poppins (film) : trio des brebis et des oies, choeurs
- 1964 : My Fair Lady (film) : choeurs
- 1967 : L'Extravagant Docteur Dolittle : Emma Fairfax (chant) (Samantha Eggar)
- 1968 : Rachel, Rachel : Rachel Cameron (chant) (Joanne Woodward) et choeurs
- 1968 : Oliver ! (film) : choeurs
- 1968 : Skidoo (film) : choeurs
- 1969 : Krakatoa à l'est de Java : Charley (chant) (Barbara Werle)
- 1969 : Winnie l'ourson dans le vent : choeurs
- 1970 : Les Aristochats : Duchesse (chant)
- 1971 : Un violon sur le toit (film) : Chava (chant) (Neva Small)
- 1971 : L'Apprentie sorcière : voix chantée d'une marchande et choeurs (1er doublage)
- 1971 : Disney on parade : choeurs
- 1949 : Le Crapaud et le Maître d'école, partie "La légende de la vallée endormie" : choeurs (doublage de 1972)
- 1973 : Robin des Bois (film, 1973) : choeurs
- 1973 : Le Petit Monde de Charlotte (film, 1973) : soliste chanson "Charlotte"
- 1951 : Alice au pays des merveilles (film, 1951) : choeurs (2éme doublage de 1974)
- 1974 : Le shérif est en prison : choeurs
- 1974 : Sesame Street : voix diverses
- 1977 : Les Aventures de Bernard et Bianca : Bianca (chant pour la chanson "SOS Société")
- 1977 : Raggedy Ann & Andy: A Musical Adventure : choeurs
- 1942 : Bambi (film, 1942) : choeurs (2éme doublage de 1978)
- 1980 : Popeye (film) : Olive (chant) (Shelley Duvall)
- 1959 : La Belle au bois dormant (film, 1959) : choeurs (2éme doublage de 1981)
- 1982 : Annie (film, 1982) : Grace Farrell (Ann Reinking)
- 1983 : Fraggle Rock : voix diverses et choeurs